# Barbula leucodontoides
Barbula leucodontoides är en bladmossart som beskrevs av Hirendra Chandra Gangulee 1972. Barbula leucodontoides ingår i släktet neonmossor, och familjen Pottiaceae. Inga underarter finns listade i Catalogue of Life.